# Довођење (кривично процесно право)
Довођење окривљеног представља једну од мера за обезбеђење присуства окривљеног у кривичном поступку. У праву Србије овај институт је регулисан Закоником о кривичном поступку. 

## Услови за изрицање мере
Услови за ову меру могу се поделити на материјалне и формалне.
Материјални услов за довођење састоји се у постојању неког од алтернативно формулисаних разлога:
- ако је донето решење о притвору (уз претходно постојећи основ за њега)
- ако уредно позвани окривљени не дође а свој недолазак не оправда
- ако се није могло извршити уредно достављање позива а из околности очигледно произлази да окривљени избегава пријем позива

Формални услов састоји се у доношењу одговарајуће одлуке од стране надлежног органа. Ту одлуку доноси суд у виду наредбе, коју извршавају органи унутрашњих послова. Наредба мора бити у писаном облику и садржати идентификационе податке о окривљеном, правну квалификацију дела које се окривљеном ставља на терет, разлог довођења и официјелну ауторизацију наредбе.

## Посебан начин поступања
Посебан начин поступања прописан је је у погледу лица која су запослена у одговарајућим државним органима принуде. Наредбу за довођење војних лица, припадника полиције или страже установе у којој су смештена лица лишена слободе извршава њихова команда односно установа.